# 龙田乡 (武冈市)
龙田乡，是中华人民共和国湖南省邵陽市武冈市下辖的一个乡镇级行政单位。

## 行政区划
龙田乡下辖以下地区：
得胜村、西安村、马安村、罗伟村、龙井村、桃花村、新和村、保元村、里仁村、玉屏村、太平村、永享村、长岭村、长塘村、万全村、石巷村、枧道村和龙田村。